# Agia (Cipro)
Agia (in greco Αγιά?; in turco Dilekkaya) anche  Αγυιά Κεπίρ ("Agyiá Kepír") è un villaggio appartenente de facto al distretto di Lefkoşa della Repubblica Turca di Cipro del Nord, e de iure al distretto di Nicosia della Repubblica di Cipro. Esso è situato circa cinque chilometri a sud-est di Tymbou.
Il villaggio nel 2011 aveva 611 abitanti.

## Origini del nome
il nome Ayia non è associato - come si potrebbe pensare a prima vista - al significato di agios (santo), ma ad aia, che in greco significa 'strada'.  Il villaggio consisteva precedentemente di due piccoli insediamenti, chiamati Agia Kebir (Grande Agia) e Agia Küçük (Piccola Agia) in turco.  Fino al 1958, il nome alternativo turco-cipriota del villaggio era Agakebir (grande Agia).  Nel 1958, i turchi cambiarono quest'ultimo nome in Dilekkaya, che significa "roccia dei desideri".

## Società

### Evoluzione demografica
Prima del 1974 il villaggio era abitato prevalentemente da turco-ciprioti. L'ultimo censimento della Repubblica di Cipro nel 1960 ha registrato una popolazione di 418 abitanti, mentre nel 2006 il villaggio aveva una popolazione di 590 abitanti.

## Amministrazione
Formalmente, Agia  forma un comune rurale (in greco κοινότητα?, kinótita) nel distretto di Nicosia della Repubblica di Cipro.